# Franz Rosenthal (Orientalist)
Franz Rosenthal (geboren am 31. August 1914 in Berlin; gestorben am 8. April 2003 in New Haven, Connecticut) war ein deutsch-US-amerikanischer Orientalist.

## Leben
Franz Rosenthal wurde 1914 als Sohn des Kaufmanns Kurt W. Rosenthals und Elsa Rosenthals, geborene Kirschstein, geboren und wuchs in einer jüdischen Familie auf. 1932 kam er an die Berliner Universität und studierte Altertumswissenschaften und Orientalistik bei Carl Heinrich Becker, Richard Rudolf Walzer und Hans Heinrich Schaeder. Bei letzterem promovierte er 1935 über Die Sprache der Palmyrenischen Inschriften. Anschließend lehrte Rosenthal ein Jahr in Italien am Landschulheim Florenz, dann an der Lehranstalt für die Wissenschaft des Judentums, einem Berliner Rabbinerseminar. 1938 vollendete er seine Geschichte des Aramäischen, welche durch die Deutsche Morgenländische Gesellschaft mit der Lidzbarski-Medaille ausgezeichnet wurde. Seiner jüdischen Abstammung wegen wurde ihm das Preisgeld vorenthalten. Auf Schaeders Initiative hin wurde ihm aber eine goldene Preismedaille als Kompensation verliehen. Im Dezember 1934 floh Rosenthal aus Deutschland nach Schweden. Dorthin war er durch Vermittlung des Religionshistorikers H.S. Nyberg (1889–1974) eingeladen worden. Von Schweden aus reiste Rosenthal weiter nach England, das er im April 1939 erreichte, und dann 1940 weiter in die Vereinigten Staaten. Er war eingeladen worden, Mitglied des Hebrew Union College (HUC) in Cincinnati, Ohio zu werden. 1943 wurde Rosenthal US-amerikanischer Staatsbürger. Während des Krieges übersetzte er für das Office of Strategic Services in Washington, D.C arabische Texte. Nach Kriegsende kehrte Rosenthal an das HUC zurück und ging 1948 an die University of Pennsylvania. 
1956 wurde er Louis M. Rabinowitz Professor für semitische Sprachen an der Yale University, 1967 dann Sterling Professor, 1985 schließlich emeritiert. 
Rosenthal war Präsident der American Oriental Society. 1961 wurde er in die American Philosophical Society und 1971 in die American Academy of Arts and Sciences gewählt. Seit 1992 war er korrespondierendes Mitglied der British Academy.

## Werk
Rosenthal leistete zahlreiche Beiträge zur quellenkritischen Erschließung arabischer Texte. Zu seinen wichtigsten Publikationen zählen neben vielen anderen eine dreibändige kommentierte Übersetzung der Muqaddimah von Ibn Chaldūn, eine Grammatik des biblischen Aramäisch, die erste Geschichte der muslimischen Geschichtsschreibung überhaupt, Übersetzungen der historiographischen Werke Tabaris.

## Schriften (Auswahl)
- Die aramaistische Forschung seit Th. Nöldeke's Veröffentlichungen, 1939
- The Technique and Approach of Muslim Scholarship, 1947
- A History of Muslim Historiography, 1952
- Ishaq b. Hunayn’s Ta’rih al-attiba (= Edition und Übersetzung von Ibn Ğulğul: Tabaqāt al-atibbā` wa-l-hukamā. arabisch طبقات الأطباء والحكماء („Die Klasse der Ärzte und Weisen.“) In: Oriens. 7, 1954, S. 55–80).
- Humor in Early Islam, Brill, Leiden 1956, neu herausgegeben bei Brill, Leiden 2011, mit einer Einführung von Geert Jan van Gelder
- Übersetzung, Kommentar von Ibn Chaldūn: The Muqaddimah: An Introduction to History. 3 Bände. New York 1958. Repr.: 1967.
- The Muslim Concept of Freedom Prior to the Nineteenth Century, 1960
- A Grammar of Biblical Aramaic, 1961
- Das Fortleben der Antike im Islam, Zürich/Stuttgart 1965
  - engl.: The Classical Heritage in Islam, London 1975, neu aufgelegt 1994 bei Routledge, ISBN 0-415-07693-5
- An Aramaic Handbook, 1967
- Knowledge Triumphant: The Concept of Knowledge in Medieval Islam, Brill, Leiden 1970, neu herausgegeben bei Brill, Leiden 2006, mit einer Einleitung von Dimitri Gutas
- The Herb. Hashish versus Medieval Muslim Society, 1971
- Sweeter Than Hope: Complaint and Hope in Medieval Islam, 1983
- Übers. von Tabari: General Introduction, And, From the Creation to the Flood, 1985
- Muslim Intellectual and Social History, Variorum, Aldershot 1990
- Man versus Society in Medieval Islam (= Brill Classics in Islam 7), ed. by Dimitri Gutas, Brill, Leiden & Boston 2014. ISBN 978-90-04-27088-6